# Асаф паша (румелийски валия)
 Тази статия е за румелийския валия.  За битолския валия, вижте Асаф паша (румелийски валия).  
Асаф паша (на турски: Asaf Paşa) е османски офицер и администратор. През септември 1848 година наследява Мехмед Емин паша Мюхендис на поста валия на Румелийски еялет. Асаф паша остава румелийски валия до август 1854 година.